# Pyrwa profesionałna futbołna liga
Pyrwa profesionalna futbolna liga (bułg. Първа професионална футболна лига) – najwyższa w hierarchii klasa męskich ligowych rozgrywek piłkarskich w Bułgarii, będąca jednocześnie najwyższym szczeblem centralnym (I poziom ligowy), utworzona w 1924 roku i od samego początku zarządzana przez Bułgarski Związek Piłki Nożnej (BFS). Zmagania w jej ramach toczą się cyklicznie (co sezon) i przeznaczone są dla 16 najlepszych krajowych klubów piłkarskich. Jej triumfator zostaje Mistrzem Bułgarii, zaś najsłabsze drużyny są relegowane do Wtoroj PFL (II ligi bułgarskiej).

## Historia
Mistrzostwa Bułgarii w piłce nożnej rozgrywane są od 1924 roku. Na początku rozgrywki nazywały się Dyrżawno pyrwenstwo (bułg. Държавно първенство) z wyjątkiem lat 1937–1940 kiedy nosiła nazwę Nacionałna futbołna diwizija (bułg. Републиканска футболна дивизия). Od 1945 do 1948 liga nazywała się Republikansko pyrwenstwo (bułg. Републиканско първенство), a potem Republikanska futbołna diwizija (bułg. Републиканско първенство). W latach 1950–2000 funkcjonowała pod nazwą A Republikanska futbołna grupa (bułg. „А” Републиканска футболна група), a w latach 2000–2003 jako Wissza profesionałna futbołna liga (bułg. Висша професионална футболна лига). W latach 2003–2016 nazywała się A Profesionałna futbołna grupa (bułg. „А” Професионална футболна група), w skrócie A PFG (bułg. А ПФГ). Rozgrywki Pyrwa profesionalna futbolna liga (bułg. Първа професионална футболна лига) startowały w sezonie 2016/17.

## System rozgrywek
Obecny format ligi zakładający rozgrywki w dwie rundy obowiązuje od sezonu 2014/15.
Rozgrywki składają się z 26 kolejek spotkań rozgrywanych pomiędzy drużynami systemem kołowym. Każda para drużyn rozgrywa ze sobą dwa mecze – jeden w roli gospodarza, drugi jako goście. Po dwóch rundach rozgrywek zespoły z miejsc 1-6 walczą w trzeciej rundzie o mistrzostwo i europejskie puchary, a zespoły z miejsc 7-14 o utrzymanie w lidze. Pierwsza szóstka rozgrywa ze sobą mecze – u siebie oraz na wyjeździe. Dolna ósemka również rozgrywa ze sobą mecze – u siebie oraz na wyjeździe. Od sezonu 2015/16 w lidze występuje 14 zespołów. W przeszłości liczba ta wynosiła od 5 do 28. Drużyna zwycięska za wygrany mecz otrzymuje 3 punkty (do sezonu 1992/93 2 punkty), 1 za remis oraz 0 za porażkę.
Po rozegraniu dwóch rund systemem kołowym zespoły dzielą się na dwie grupy. Pierwszą jest grupa mistrzowska, w której sześć pierwszych drużyn regularnego sezonu rozgrywa 10 meczów w systemie kołowym o tytuł Mistrza Bułgarii w piłce nożnej. Mistrz Bułgarii kwalifikuje się do eliminacji Ligi Mistrzów UEFA. Druga oraz trzecia drużyna zdobywają możliwość gry w Lidze Europy UEFA. Również zwycięzca Pucharu Bułgarii startuje w eliminacjach do Ligi Europy lub, w przypadku, w którym zdobywca krajowego pucharu zajmie pierwsze miejsce w lidze – możliwość gry w eliminacjach do Ligi Europy otrzymuje również czwarta drużyna klasyfikacji końcowej.
Kolejna grupa zostaje utworzona z zespołów, które w sezonie zasadniczym zajęły miejsca od 7 do 14. Drużyny z tej grupy rywalizują o play-off Ligi Europy w dwóch kolejnych podgrupach i rozgrywają po 10 meczów w systemie kołowym. Zwycięzcy podgrup spotykają się w dwumeczu, w celu wyłonienia drużyny, której będzie przysługiwać prawo do zmierzenia się z czwartą lub piątą drużyną grupy mistrzowskiej o rundę kwalifikacyjną rozgrywek Ligi Europy.
Dwie najgorsze drużyny z dwóch podgrup oraz druga i trzecia drużyny z Wtoroj PFL (pierwsza drużyna ma zapewniony awans do najwyższej klasy) następnie walczą w barażach play-off o utrzymanie w najwyższej lidze. Najsłabsza drużyna barażów spada do Wtoroj PFL.
W przypadku zdobycia tej samej liczby punktów, klasyfikacja końcowa ustalana jest na podstawie wyniku dwumeczu pomiędzy drużynami, w następnej kolejności, w przypadku remisu – na podstawie różnicy bramek w pojedynku bezpośrednim, następnie na podstawie ogólnego bilansu bramkowego osiągniętego w sezonie, większej liczby bramek zdobytych oraz w ostateczności za pomocą losowania.

## Skład ligi w sezonie 2025/26
| Uczestnicy poprzedniej edycji | Uczestnicy poprzedniej edycji | Uczestnicy poprzedniej edycji | Uczestnicy poprzedniej edycji |
| --- | ----------------------------- | ----------------------------- | ----------------------------- |
| RAZ | Łudogorec Razgrad             | Razgrad                       | 1                             |
| LEV | Lewski Sofia                  | Sofia                         | 2                             |
| CHM | Czerno More Warna             | Warna                         | 3                             |
| ARD | Arda Kyrdżali                 | Kyrdżali                      | 4                             |
| CSS | CSKA Sofia                    | Sofia                         | 5                             |
| BOT | Botew Płowdiw                 | Płowdiw                       | 6                             |
| SPV | Spartak Warna                 | Warna                         | 7                             |
| BSZ | Beroe Stara Zagora            | Stara Zagora                  | 8                             |
| SLA | Sławia Sofia                  | Sofia                         | 9                             |
| LSO | Łokomotiw Sofia               | Sofia                         | 10                            |
| CSK | CSKA 1948 Sofia               | Sofia                         | 11                            |
| SEP | Septemwri Sofia               | Sofia                         | 12                            |
| po barażach |                               |                               |                               |
| LPL | Łokomotiw Płowdiw             | Płowdiw                       | 13                            |
| BVR | Botew Wraca                   | Wraca                         | 14                            |
| Spadek z Pyrwa PFL 2024/25 |                               |                               |                               |
| KRU | Krumowgrad                    | Krumowgrad                    | 15                            |
| HEB | Hebyr Pazardżik               | Pazardżik                     | 16                            |
| Awans z Wtora PFL 2024/25 |                               |                               |                               |
| DOB | Dobrudża Dobricz              | Dobricz                       | 1                             |
| MON | PFK Montana                   | Montana                       | 2                             |
| Oznaczenia: - kolumna pierwsza – skróty nazw drużyn, - kolumna trzecia – siedziba klubu, - kolumna czwarta – miejsce zajęte w poprzednim sezonie. |                               |                               |                               |

## Statystyka

### Tabela medalowa
Mistrzostwo Bułgarii zostało do tej pory zdobyte przez 16 różnych drużyn.
Stan na 11 maja 2024. 
| Lp. | Drużyna               | Miejsca na podium | Miejsca na podium | Miejsca na podium |    |   |
| --- | --------------------- | ----------------- | ----------------- | ----------------- | -- | - |
| Lp. | Drużyna               | 1.                | CSKA Sofia        | 31                | 28 | 7 |
| 2.  | Lewski Sofia          | 26                | 32                | 13                |    |   |
| 3.  | Ludogorec Razgrad     | 13                | 0                 | 0                 |    |   |
| 4.  | Slawia Sofia          | 7                 | 10                | 11                |    |   |
| 5.  | Lokomotiw Sofia       | 4                 | 6                 | 10                |    |   |
| 6.  | Liteks Łowecz         | 4                 | 1                 | 3                 |    |   |
| 7.  | Władysław Warna       | 3                 | 4                 | 0                 |    |   |
| 8.  | Botew Płowdiw         | 2                 | 2                 | 10                |    |   |
| 9.  | Lokomotiw Płowdiw     | 1                 | 2                 | 4                 |    |   |
| 10. | Czerno More Warna     | 1                 | 2                 | 3                 |    |   |
| 11. | Spartak Warna         | 1                 | 2                 | 2                 |    |   |
| 12. | Beroe Stara Zagora    | 1                 | 1                 | 2                 |    |   |
| 13. | Spartak Płowdiw       | 1                 | 1                 | 0                 |    |   |
| 14. | Etyr Wielkie Tyrnowo  | 1                 | 0                 | 2                 |    |   |
| 15. | AS 23 Sofia           | 1                 | 0                 | 0                 |    |   |
| 15. | SK Sofia              | 1                 | 0                 | 0                 |    |   |
| 17. | Spartak Sofia         | 0                 | 2                 | 0                 |    |   |
| 18. | Lewski Ruse           | 0                 | 1                 | 0                 |    |   |
| 18. | Makedonija Skopje     | 0                 | 1                 | 0                 |    |   |
| 18. | Neftochimik Burgas    | 0                 | 1                 | 0                 |    |   |
| 18. | Sportist Sofia        | 0                 | 1                 | 0                 |    |   |
| 22. | Wełbyżd Kiustendił    | 0                 | 0                 | 3                 |    |   |
| 23. | Akademik Sofia        | 0                 | 0                 | 2                 |    |   |
| 24. | Botew Wraca           | 0                 | 0                 | 1                 |    |   |
| 24. | Marek Stanke Dimitrow | 0                 | 0                 | 1                 |    |   |
| 24. | Spartak Plewen        | 0                 | 0                 | 1                 |    |   |
| 24. | Szypka Sofia          | 0                 | 0                 | 1                 |    |   |
| 24. | ŻSK-Sławia Sofia      | 0                 | 0                 | 1                 |    |   |
| 24. | CSKA 1948 Sofia       | 0                 | 0                 | 1                 |    |   |

## Rekordy

### Drużynowe
- Najwięcej tytułów mistrza kraju – CSKA Sofia (31)
- Najwięcej sezonów w I lidze – Lewski Sofia (83 sezony, wszystkie od początku rozgrywek)
- Najmniej sezonów w I lidze – Benkowski Widin, Czerweno Zname Pawlikeni, Rozowa Dolina Kazanliak, Akademik Warna i Olimpik Tetewen (1 sezon)
- Najwięcej mistrzostw z rzędu – Łudogorec Razgrad; 13 (stan na koniec sezonu 2023/2024)
- Najwyższy stosunek meczów wygranych do rozegranych – Łudogorec Razgrad, 236-363; 0.6501 (stan na koniec sezonu 2021/2022)
- Najwięcej zwycięstw w jednym sezonie – Łudogorec Razgrad (27 na 36 meczów Sezon 2017/2018)
- Najmniej zwycięstw w jednym sezonie – Torpedo Ruse (na 22 mecze w rozgrywkach 1951) i Rakowski Ruse (na 30 meczów w rozgrywkach 1996-97) – ani jedno zwycięstwo
- Najwięcej porażek w jednym sezonie – Rakowski Ruse (29 na 30 meczów w rozgrywkach 1996-97)
- Najmniej porażek w jednym sezonie – Spartak Sofia (na 22 mecze w rozgrywkach 1951), Lewski Sofia (na 18 meczów w rozgrywkach 1948-49) i CDNA Sofia (na 11 meczów w rozgrywkach 1958) – ani jedna porażka
- Najwięcej goli zdobytych w jednym sezonie – CSKA Septemwrijsko Zname Sofia (95 bramek w 34 meczach w rozgrywkach 1971-72)
- Najmniej goli zdobytych w jednym sezonie – Rakowski Ruse (na 30 meczów w rozgrywkach 1996-97), Torpedo Ruse (na 22 mecze w rozgrywkach 1951) i Czerno More Warna (na 11 meczów w rozgrywkach 1968) – po 8 bramek
- Najwięcej goli straconych w jednym sezonie – Rakowski Ruse (110 bramek w 30 meczach w rozgrywkach 1996-97)
- Najmniej goli straconych w jednym sezonie – CDNA Sofia (na 22 mecze w rozgrywkach 1951) i Spartak Sofia (na 22 mecze w rozgrywkach 1951) – po 7 bramek
- Największe zwycięstwo – CSKA Sofia-Torpedo Ruse 12:0 w rozgrywkach 1951

### Indywidualne
- Najwięcej tytułów mistrza kraju – Manoł Manołow z CSKA Sofia (12)
- Najwięcej meczów w I lidze – Marin Bakałow (454, dla Botewu Płowdiw, CSKA Sofia, Spartaka Płowdiw, Maricy Płowdiw i Olimpiku Tetewen)
- Najwięcej goli w I lidze – Petyr Żekow (253, 8 dla Dimitrowgradu, 101 dla Beroe Starej Zagory i 144 dla CSKA Sofia)
- Najwięcej goli w jednym sezonie – Christo Stoiczkow (38 dla CSKA Sofia w rozgrywkach 1989-90)
- Najwięcej goli w jednym meczu – Petyr Michajłow (dla CSKA Sofia w meczu z Torpedo Ruse w rozgrywkach 1951), Iwo Georgiew (dla Spartaka Warna w meczu ze Spartakiem Płowdiw w rozgrywkach 1995-96) i Todor Pramatarow (dla Sławii Sofia w meczu z Rakowskim Ruse w rozgrywkach 1996-97) – po 6 bramek.